# Drosophila tibialis
Drosophila tibialis är en tvåvingeart som beskrevs av William Morton Wheeler 1957. 
Drosophila tibialis ingår i släktet Drosophila och familjen daggflugor. Artens utbredningsområde är Costa Rica och Panama.